# Heinrichstein (Naturschutzgebiet)
Das Naturschutzgebiet Heinrichstein liegt im Saale-Orla-Kreis in Thüringen. Es erstreckt sich nordöstlich der Kernstadt Bad Lobenstein am westlichen Ufer der Saale und westlich der Bleilochtalsperre. Westlich des Gebietes verläuft die Landesstraße L 1095 und südlich die B 90.

## Bedeutung
Das 19,6 ha große Gebiet mit der NSG-Nr. 169 wurde im Jahr 1981 unter Naturschutz gestellt.